# Los Enemigos
Los Enemigos es un grupo musical formado en 1985 en Madrid que ha sido durante casi 20 años una de las bandas más importantes del rock español. El mismo año de su formación ganan el concurso de rock Villa de Madrid, y graban al año siguiente su primer álbum Ferpectamente. En 2001 y 2002 publicaron Obras escocidas (1985-2000) y Obras Escondidas, recopilatorios en directo de la gira que sirvió como despedida para sus seguidores. En 2012 regresaron de nuevo a los escenarios.
Han realizado múltiples colaboraciones, en discos homenaje a Joan Manuel Serrat, Rosendo Mercado, Burning o Federico García Lorca; en la recopilación en defensa de la oficialidad de la lengua asturiana, L'asturianu muévese, o para bandas sonoras de películas, como Tengo una casa de Mónica Laguna o Se buscan fulmontis de Álex Calvo-Sotelo.

## Historia
El grupo nace en Madrid en 1985. En un garito del barrio de Malasaña se conocen Josele, líder de la banda a lo largo de toda su historia, y el batería Artemio Pérez, quienes junto a Roberto Arbolea al bajo constituyen la primera formación del grupo, ganando el IX Trofeo Rock Villa de Madrid, lo que les permite grabar un maxi en 12”,  “IX Trofeo Rock Villa de Madrid” (Ayuntamiento de Madrid, 1986) para luego firmar con la discográfica GASA. Roberto abandona el grupo y es sustituido por Michi González.
En 1986 graban su primer disco, “Ferpectamente” (GASA, 1986), estableciendo las bases de lo que sería su sonido, rock contundente con tintes de Rhythm and blues, riffs de guitarra intensos y letras con un humor cercano al delirio. El disco tiene una buena acogida y comienzan a circular por las salas madrileñas. En ese momento entra en escena Fino Oyonarte, quien sustituye a Michi al bajo y se convierte en uno de los puntales del grupo a lo largo de toda su historia.
En 1988 publican “Un tío cabal” (GASA, 1988), percibiéndose en él una clara evolución en el sonido y las composiciones. El disco es producido por Paco Trinidad, productor también de “Ferpectamente”. La relación entre Josele y Artemio es cada vez más tensa y este último es sustituido por Chema "Animal" Pérez (su apelativo no es por su contundencia a la batería sino por una anécdota ocurrida en su segundo concierto con la banda). Esta sería la formación definitiva de Los Enemigos, con Manolo Benítez ayudando a la guitarra en los directos.
Su tercer trabajo, “La vida mata” (GASA, 1990), supone su consolidación como banda. Sin duda se trata de su mejor trabajo, producido está vez por Carlos Martos, erigiéndose como una de las cimas del rock español. El reconocimiento les alcanza sobradamente pero las ventas siguen sin aumentar. La oscuridad planea por cada una de las canciones, el suicidio en “Septiembre” y la cárcel en “Desde el jergón”.
“La cuenta atrás” (GASA, 1991) es su obra más ambiciosa, un billete de ida para dar el gran salto en el que sus canciones suenan en la radio, alcanzando las 20.000 copias vendidas. Se trata de su disco más trabajado, tanto a nivel de arreglos como de composiciones, y la oscuridad es sustituida por luminosidad con tintes más pop.
Tras la muerte de su mánager, Lalo Cortés, y los problemas de Josele con la heroína, publican “Sursum Corda” (GASA, 1994), una colección de descartes de sus discos anteriores y maquetas, antes de abandonar GASA para firmar con RCA-Ariola, con la que lanzarán “Tras el último no va nadie” (BMG / RCA, 1994). GASA aprovecha entonces el cambio de discográfica para sacar el recopilatorio “Alguna copla de Los Enemigos” (GASA, 1995), que recoge una selección de los mejores temas que grabaron para el sello.
Josele Santiago se somete a una cura de desintoxicación para intentar superar sus adiciones, y el grupo se da un descanso. Tras su vuelta graban el EP “Por la Sombra / Hermana Amnesia” (RCA, 1995) y “Gas” (RCA, 1996), una de sus mejores colecciones de canciones. También entregan el EP “Gira Gas” (RCA, 1996), que recoge cinco cortes, cuatro de ellos en directo. El grupo se encuentra en un momento álgido creativamente hablando, y se encargan de las bandas sonoras de la película "Tengo Una Casa" (1996) de Mónica Laguna y del cortometraje "Igual Caen Dos" (1997) de Álex Calvo-Sotelo; además, participan en el tributo a Joan Manuel Serrat "Serrat, eres único" (BMG / RCA, 1995) con la estupenda “Señora”, una soberbia versión que pasa directamente a ser una de sus mejores canciones. También participan en los tributos a Rosendo, “Agradecidos... Rosendo” (BMG / RCA, 1997) con “Entonces duerme”, a Pepe Risi (Burning), “Una Noche Sin Ti” (Sony / Columbia, 1998) con “Chueca” y a Lorca, “De Granada a la Luna” (Sombra, 1998), con “Balad, balad, balad caretas”. Se embarcan en una gira que los lleva a México y Los Ángeles.
Su contrato con RCA concluye y firman con la subsidiaria de Virgin Chewaka, que les edita un disco que confirma el buen momento del grupo, “Nada” (Virgin / Chewaka, 1999) y la banda sonora de la película “Se buscan fulmontis” (1999) de Álex Calvo-Sotelo. La estupenda “Ná de ná” sale como sencillo de “Nada” y aprovechan para lanzar un EP con cuatro canciones, “Ná de Ná” (Virgin / Chewaka, 1999), dos contenidas en el largo y otras dos compuestas para la obra de teatro “Las Chicas de Essex” (1999) de la compañía Yacer Teatro dirigida por Pablo Calvo: “No estoy para fiestas” y “Acaba de empezar”.
La banda entonces se toma un pequeño respiro y decide celebrar los quince años de vida con la edición de “Obras escocidas (1985-2000)” (Virgin / Chewaka, 2001), disco doble grabado en directo que repasa toda su trayectoria. Los temas fueron grabados en los conciertos que el grupo realizó en noviembre del 2000 en Granada (La Industrial Copera, el 28), Madrid (La Riviera, el 4), Valencia (La República, el 18), y Santiago de Compostela (Sala La Nasa, los días 23 y 24). Para presentar el trabajo el grupo se enfrasca en su gira de mayor éxito de público. Las ventas también acompañan, y alcanzan su mayor reconocimiento. En el 2001 sale el libro "Los Enemigos. Dentro" (Zona de Obras / S.G.A.E., 01), que incluye la biografía y conversaciones con Los Enemigos, escrito por Kike Babas y Kike Turrón y con prólogos de Diego Manrique y Julián Hernández de Siniestro Total.
En 2002, justo en su mejor momento, la banda anuncia su separación. Josele Santiago escribe una emotiva carta en la que explica que todo terminó: “Compadres: El sueño terminó. No puedo decir, afortunadamente, que exista un motivo concreto, pero llevo tiempo sintiendo fenómenos de acabose. Algo difícil de explicar pero que resulta casi palpable viene revoloteando entre los cachivaches del local de ensayo desde hace ya casi dos años. No puedo definirlo pero, desde luego, es hostil. No es que sonemos mal (no peor que de costumbre, vaya). Ni siquiera nos hemos peleado. Quizás es precisamente eso. Sonamos como siempre y nos sentimos incapaces de cambiar las cosas para hacerlo de otra manera. Supongo que hemos completado el círculo”. 
El grupo se reunió en 2006 para dar una gira -diecisiete fechas- a lo largo de la geografía española y celebrar de esta forma los veinte años transcurridos desde la publicación de "Ferpectamente”.
En septiembre de 2011 se confirman los rumores que apuntaban a una nueva reunión. Con Carlos Mariño como nuevo mánager el grupo vuelve a la actividad en 2012 para hacer una serie de conciertos fundamentalmente en festivales. 
En 2012, además de la caja recopilatoria "Desde el Jergón" (Warner, 2012) se edita el interesante documento en directo "Hasta el Lunes" (Warner, 2012), que recoge el último concierto de la banda en La Riviera madrileña, el 7 de abril de 2002. Todos sus himnos, que son muchos, están en este concierto histórico donde el grupo repasó prácticamente toda su discografía..
En 2014 graban "Vida Inteligente" (Alkilo, 2014). La producción lleva la firma de Carlos Martos, un profesional de toda confianza para la banda, que ha trabajado con él de forma ininterrumpida desde los tiempos del legendario “La Vida Mata”.
En mayo de 2019, el grupo anuncia mediante un comunicado en Facebook: "Manolo Benítez no estará en el escenario porque nuestros caminos se han separado después de mucho tiempo trabajando juntos. La dificultad de compaginar proyectos paralelos es el motivo de esta decisión."
En marzo de 2020, y tras el lanzamiento de su disco Bestieza, alcanzaron por primera vez el número 1 en la lista de ventas de discos española.

## Miembros
- Josele Santiago, guitarra y voz.
- Fino Oyonarte, bajo y coros.
- Chema "Animal" Pérez, batería, percusión y coros.
- David Krahe, guitarra.

Antiguos miembros
- Artemio Pérez, batería.
- Michi González, bajo.
- Roberto Arbolea. Canta "El tren de la costa" en Ferpectamente.
- Manolo Benítez, guitarras y coros.

Colaboradores
También han formado parte del conjunto o colaborado con él otros muchos músicos:
- Miguel Bañón, de Los Marañones. Entre otras muchas actuaciones, sustituyó a Fino en el bajo durante el concierto de presentación de Obras Escocidas en Murcia.
- Angel "Maestro Reverendo", piano y órgano Hammond.
- Juanma "Elegante", armónica.
- Raimundo Amador, guitarra y voz.
- Rosendo Mercado, guitarra y voz.
- Los Planetas.
- Pablo Novoa, piano.
- Roberto Arbolea, guitarra.
- Xoel López.
- Jorge Martínez, de Ilegales.

## Discografía

### Álbumes
- Ferpectamente (1986)
- Un tío cabal (1988)
- La vida mata (1990)
- La cuenta atrás (1991)
- Sursum corda (1994)
- Tras el último no va nadie (1994)
- Alguna copla de los enemigos (1995) (Recopilatorio)
- Gas (1996)
- Tengo una casa (1996) (Banda sonora)
- Nada (1999)
- Se buscan fulmontis (1999) (Banda sonora)
- Obras escocidas (1985-2000) (2001) (Doble CD en directo)
- Obras escondidas (2002) (En directo)
- Hasta el lunes (2012) (CD + DVD en directo)
- Desde el jergón (2012) (Caja formada por 5 CD y 1 DVD, incluyendo Hasta el lunes)
- Vida inteligente (2014)
- Bestieza (2020)

### EP
- Por la sombra/hermana amnesia (1995)
- Gira Gas (1996)
- Igual caen dos (1997)
- Na de na (1999)

### Singles
- La Cuenta Atrás (2020)
- Quijote (Banda Sonora XRey II) (2021)